# برينان جونسون
برينان جونسون (بالإنجليزية: Brennan Johnson)‏ هو لاعب كرة قدم بريطاني، ولد في 23 مايو 2001 في نوتنغهام في المملكة المتحدة. لعب مع نوتينغهام فورست.

## روابط خارجية
- برينان جونسون على موقع الاتحاد الدولي (مؤرشف)  (الإنجليزية)
- برينان جونسون على موقع الاتحاد الأوربي (الإنجليزية)
- برينان جونسون على موقع قاعدة بيانات كرة القدم.إي يو (الإنجليزية)
- برينان جونسون على موقع ناشيونال فوتبول تيمز (الإنجليزية)
- برينان جونسون على موقع Soccerbase.com (لاعب) (الإنجليزية)
- برينان جونسون على موقع Soccerway.com (الإنجليزية)
- برينان جونسون على موقع عالم كرة القدم.نت (الإنجليزية)